# 南北美洲生物大遷徙

從南美洲遷徙至北美洲的動物（棕色）及從北美洲遷徙至南美洲的動物（藍色）。

南北美洲生物大遷徙是動物地理學上的一次重要事件，北美洲及南美洲陸地及淡水的動物群因巴拿馬地峽的形成，而經中美洲互相遷徙交換。這次遷徙的最高峰是於約3百萬年前的上新世中期皮亞琴察階。
這是事件在新熱帶界及新北界的結合，最後形成美洲時發生。這次遷徙可以從地層學及新生物學中觀察得知。其最明顯的影響是哺乳動物的動物地理學，且給予了不懂飛行的鳥類、節肢動物、爬行動物、兩棲動物及甚至淡水魚類機會遷徙。

## 南美洲特有物種
大部份新生代時期的南美洲都由其他地方所沒有的哺乳動物特有種所支配，這些特有種包含了有袋类、貧齒類（如犰狳科、食蟻獸及樹懶等）及不同的南蹄目（如南方有蹄目、滑距骨目、閃獸目及焦獸目）。有袋类可能於上白堊紀或第三紀初經南極洲往來南美洲及澳洲。於南美洲的有袋目包括了負鼠目，而其他較大的形態如古鬣狗科及袋劍虎屬亦都存在。這些有袋目與巨大的駭鳥共同分享生態位。南方有蹄目及滑距骨目都有一些奇怪的形態，如後弓獸屬。這兩類可能是由踝節目開始，於下古新世遷徙前開始演化，並於更新世滅絕。閃獸目及焦獸目亦有奇怪的形態，不過形態較小及較早消失。部分南美洲的水生鱷魚如鉤鼻鱷、莫拉氏鱷及普魯斯鱷具有可比擬中生代鱷魚的巨大體型，體長可達 12（39英尺）。生存在相同地區的還包括體型最大的烏龜駭龜，背甲長度達 3.3（11英尺）。

## 跳島戰術

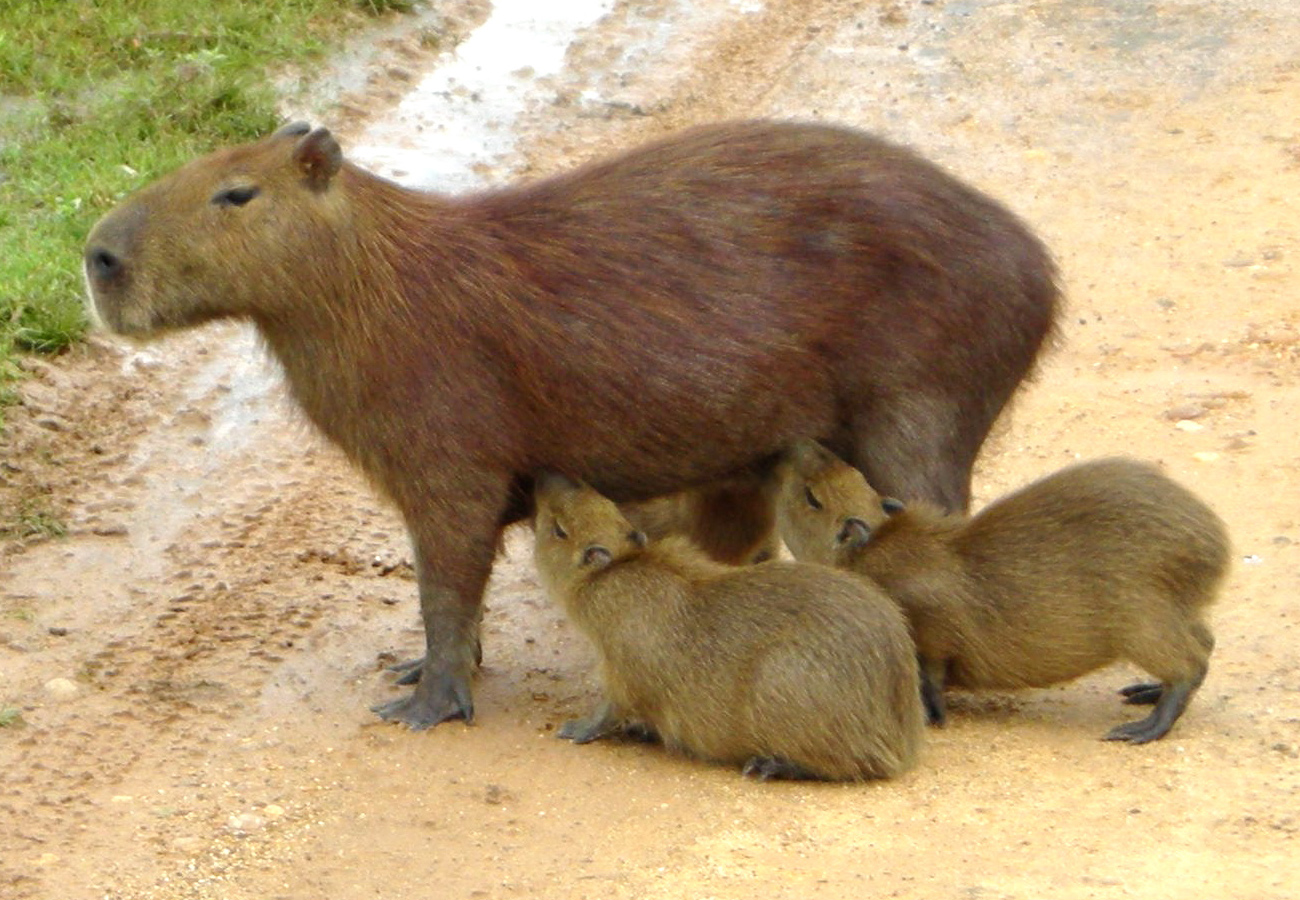
水豚

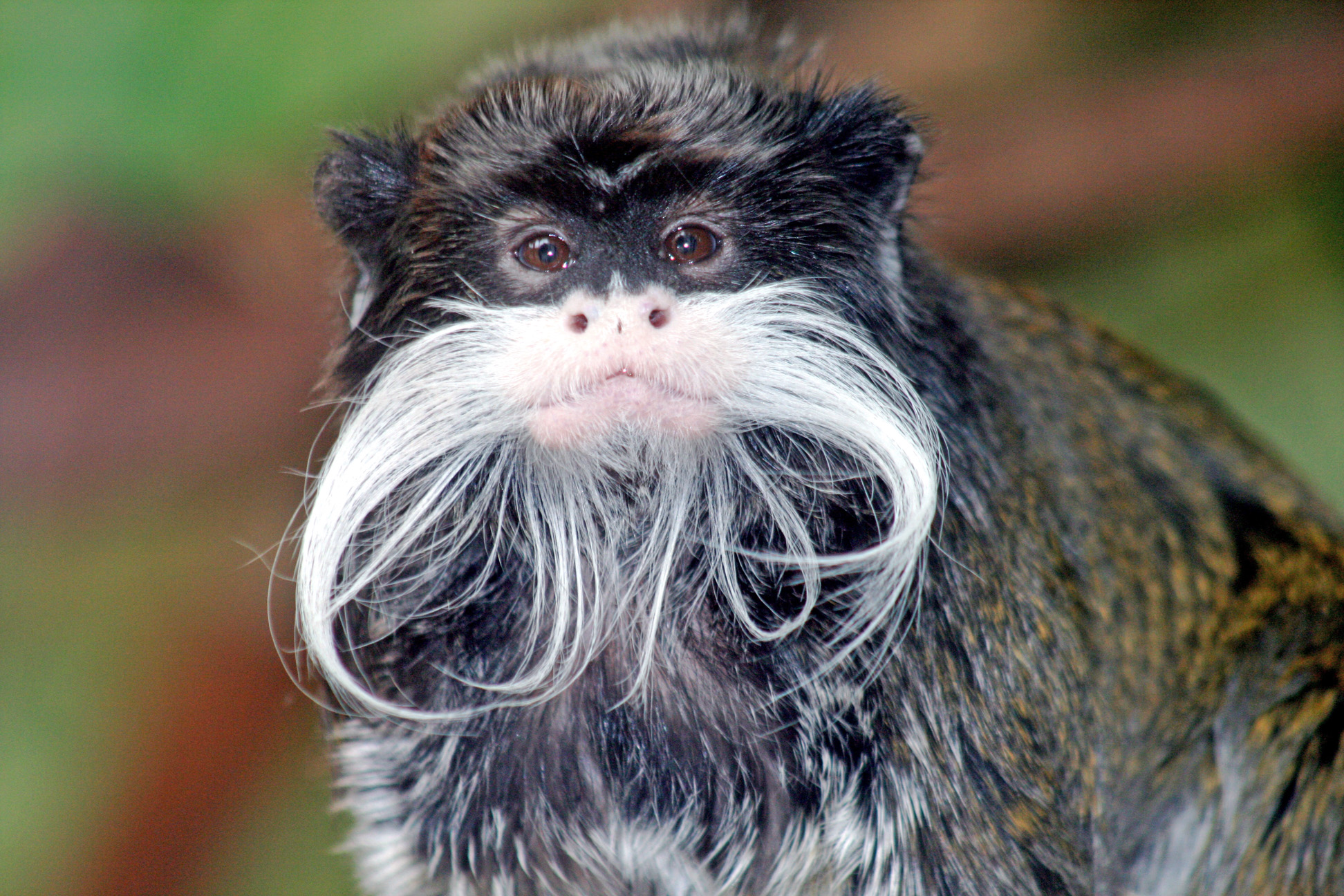
皇檉柳猴

入侵南美洲是在3150萬年前當豚鼠小目到達當地開始，很有可能是來自非洲。這時開始出現了水豚、毛絲鼠、兔鼠及美洲豪豬科。從西非前往巴西西北因大陸漂移而變得更為短程，另外跳島戰術亦幫助了一把。橫渡海洋亦可以因最少一頭懷孕的雌性透過浮木或紅樹林筏而達成。牠們後來在西印度群島至巴哈馬繁殖起來。
後來約於2500萬年前，靈長目亦跟隨而來，但能夠遷徙的則較為少數。南美洲猴的祖先相信亦像豚鼠小目般從非洲來到，形成了新世界猴。南美洲豚鼠小目及猴兩者都相信是一個單系群分支。
最早從北美洲到達的是肉食性浣熊科，牠們約於7百萬年前從中美洲跳島而來。一些南美洲浣熊科亦分化成現已滅絕的形態。但是所有現存的浣熊科似乎都是源自北美洲。同樣地，地懶亦於9百萬年前跳島至北美洲，在較早的中新世早期在安的列斯群島繁殖。

## 南北美洲生物大搬風
約於3百萬年前巴拿馬地峽的形成造成最後及最大型的大遷徙。當中包括大羊駝、乳齒象、貘、貓科、犬科、熊及馬等遷徙至南美洲。
最初的淨遷徙是對稱的，後來證實新熱帶界物種沒有新北界物種般成功。向北遷徙的動物未能成功挑戰已經佔有當地同一生態位的新北界物種。很多新熱帶界物種都習慣熱帶雨林環境，限制了牠們遠離中美洲的能力。向南遷徙的北方真兽类（Boreoeutheria）相信是造成一些南美洲哺乳動物滅絕的元兇。所有新熱帶界大型的有袋目及飛行獵食者最終消失。南美洲的南蹄目亦很難過活，只有後弓獸屬及一些箭齒獸屬能承受這種來自北方的突擊。細小的美洲有袋類則好些，當中較為原始的貧齒目很奇特的具競爭性。牠們演化很有效的保護甲殼（犰狳及雕齒獸科）或長爪（樹懶及食蟻獸）。非洲的豚鼠小目及新世界猴則在這次遷徙中保持原狀。而北美豪豬及幾種已滅絕的豪豬及水豚並沒有穿過中美洲。
在美國出現犰狳、負鼠目及豪豬都是因這次大搬風而致。負鼠目及豪豬是向北遷徙得最成功的，最遠達至加拿大。現時只有少數的貧齒目、有袋目或豚鼠小目仍然生存在北美洲，更多的只在中美洲生活。在第四紀滅絕事件前，大部份主要的貧齒目都進入了中北美洲。大型動物中的地懶是最成功的入侵者，巨爪地懶屬近擴展至阿拉斯加。一般來說，嚙齒目的擴散及後來的輻射適應在南美洲不論在空間及物種數量上都最為成功。

### 南美洲物種

#### 遷往北美洲的南美洲物種

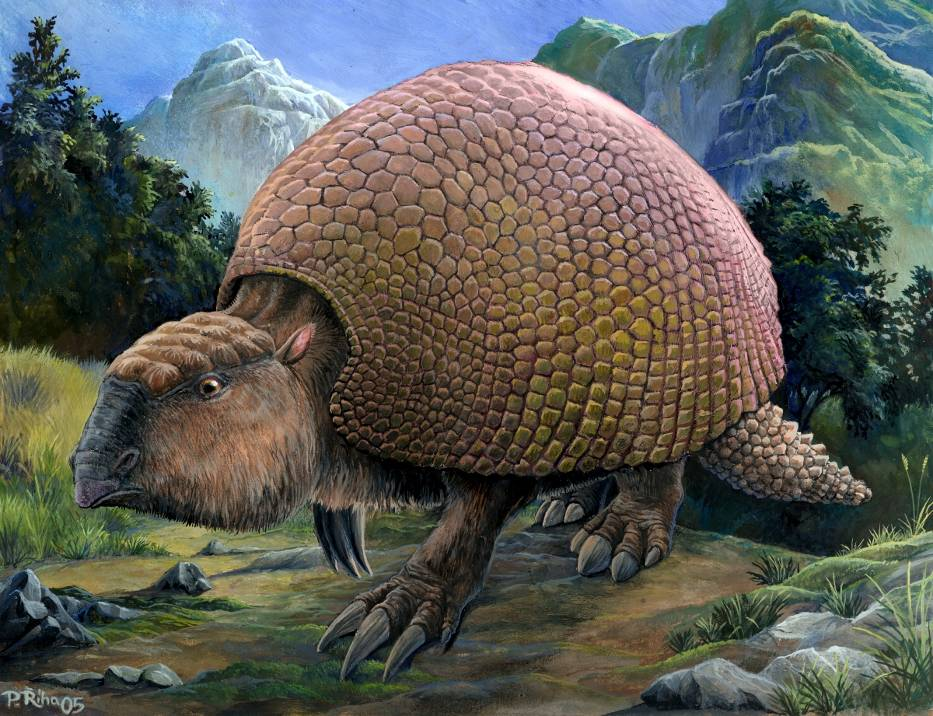
雕齒獸科

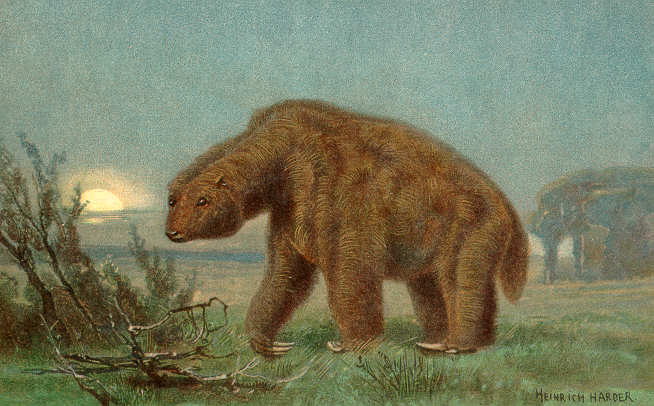
地懶

過往1千萬年前從南美洲遷往北美洲現存或已滅絕物種的祖先：
- 北美負鼠
- 九帶犰狳
- 其他犰狳科（如†Dasypus bellus、†Pachyarmatherium leiseyi）
- 潘帕獸科：†荷氏獸屬
- 雕齒獸科（†Glyptotherium texanum）
- 地懶
- 北美豪豬
- 其他美洲豪豬科（如†Erethizon poyeri、†Erethizon kleini）
- 水豚（如†Neochoerus pinckneyi、†Hydrochaeris holmesi）
- 吸血蝠亞科（如†Desmodus stocki、†D. archaeodaptes）
- 美洲獅（在北美洲獅在更新世物種滅絕中消失後回歸）[4]
- 駭鳥（†泰坦巨鳥於上新世晚期滅絕）
- 王鷲（†Sarcoramphus kernensis於上新世晚期滅絕）
- 蜂鳥
- 裸鼻雀科
- 霸鶲

#### 只遷往中美洲的南美洲物種

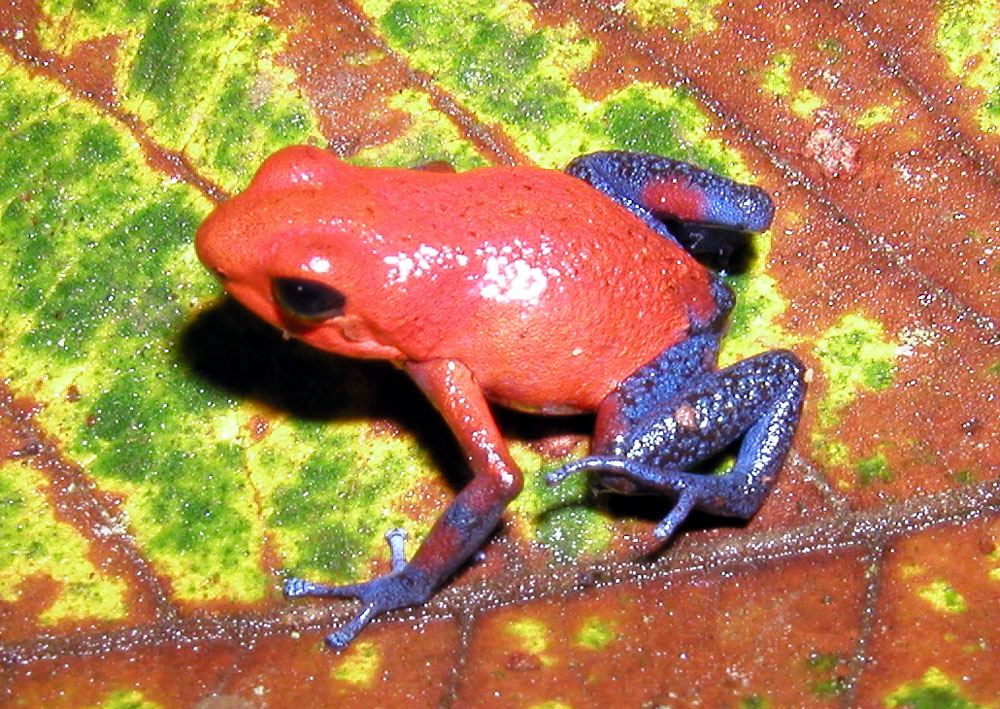
草莓毒刺蛙

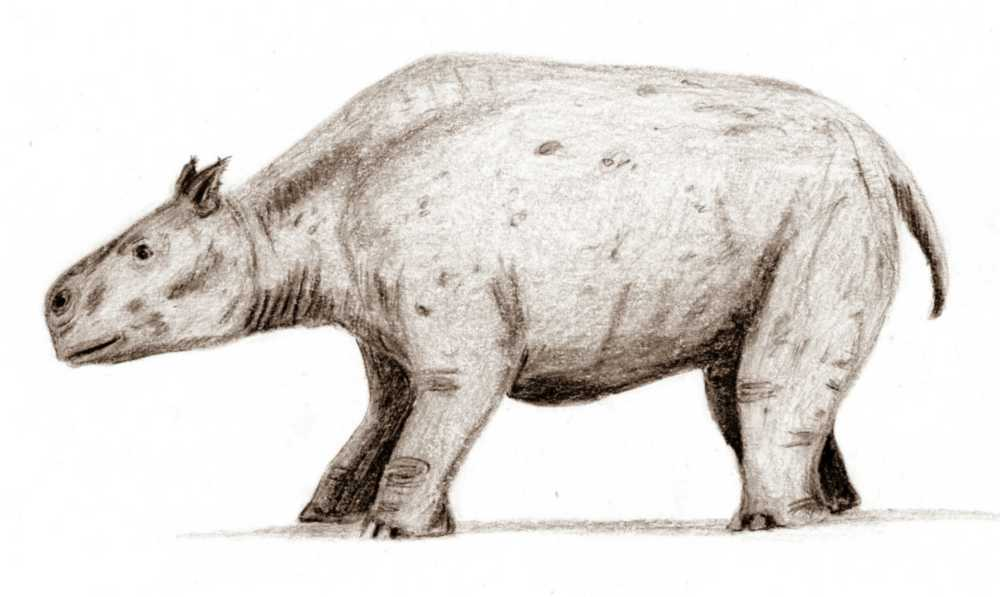
箭齒獸屬

過往1千萬年前從南美洲遷往中美洲現存或已滅絕物種的祖先：
- 箭毒蛙科
- 蟒蛇科下的蚺亞科
- 其他負鼠目及12個現存物種
- 北方裸尾犰狳
- 二趾樹懶及三趾樹懶共4個現存物種
- 侏食蟻獸、大食蟻獸及中美小食蟻獸
- 箭齒獸屬（†Mixotoxodon）
- Coendou prehensilis、Coendou rothschildi及墨西哥樹豪豬
- 其他豚鼠小目及最少9個現存物種
- 新世界猴共10個現存物種
- 其他吸血蝠亞科
- 巨嘴鳥

### 北美洲物種

#### 遷往南美洲的北美洲物種

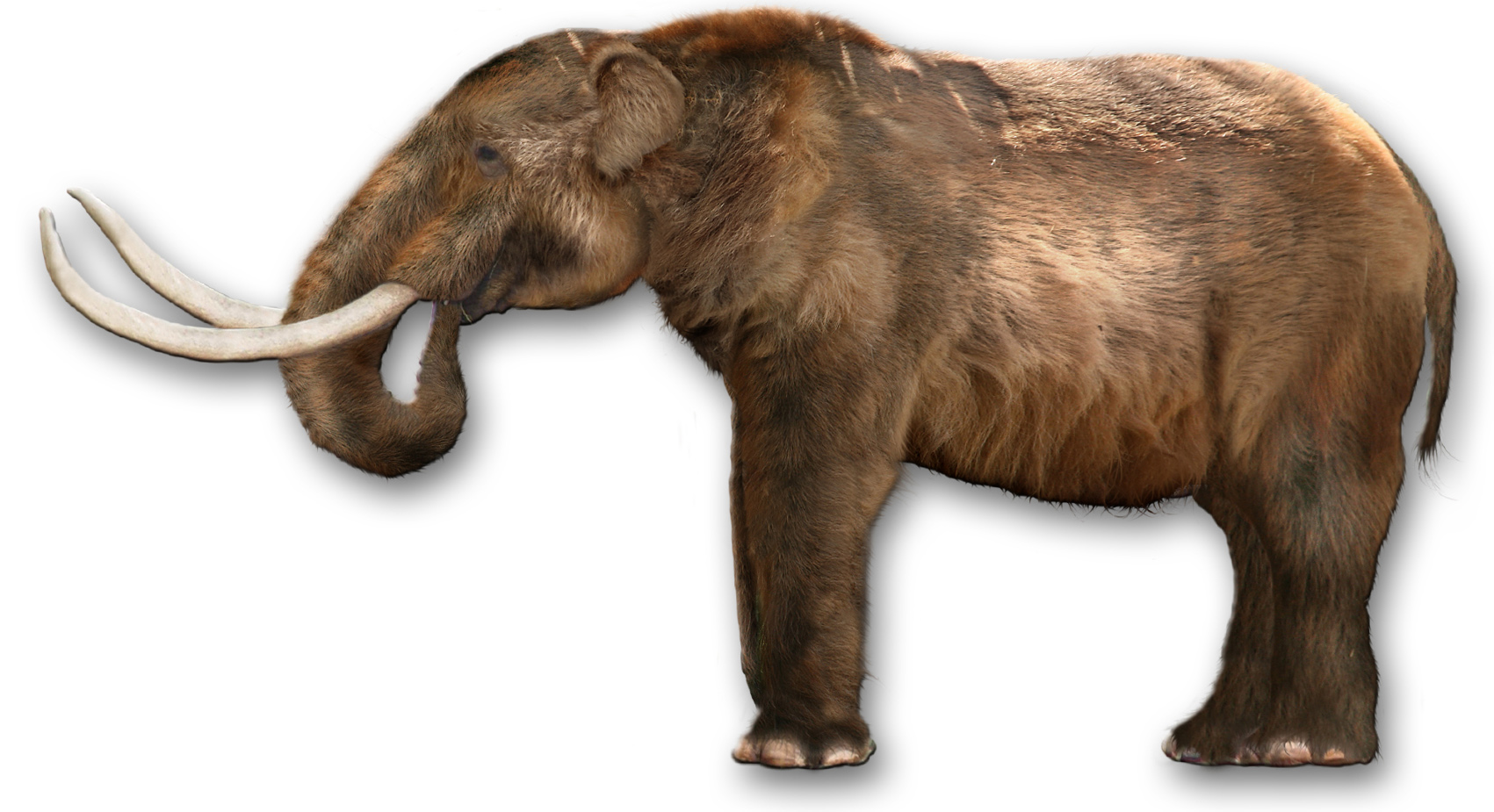
美洲乳齒象

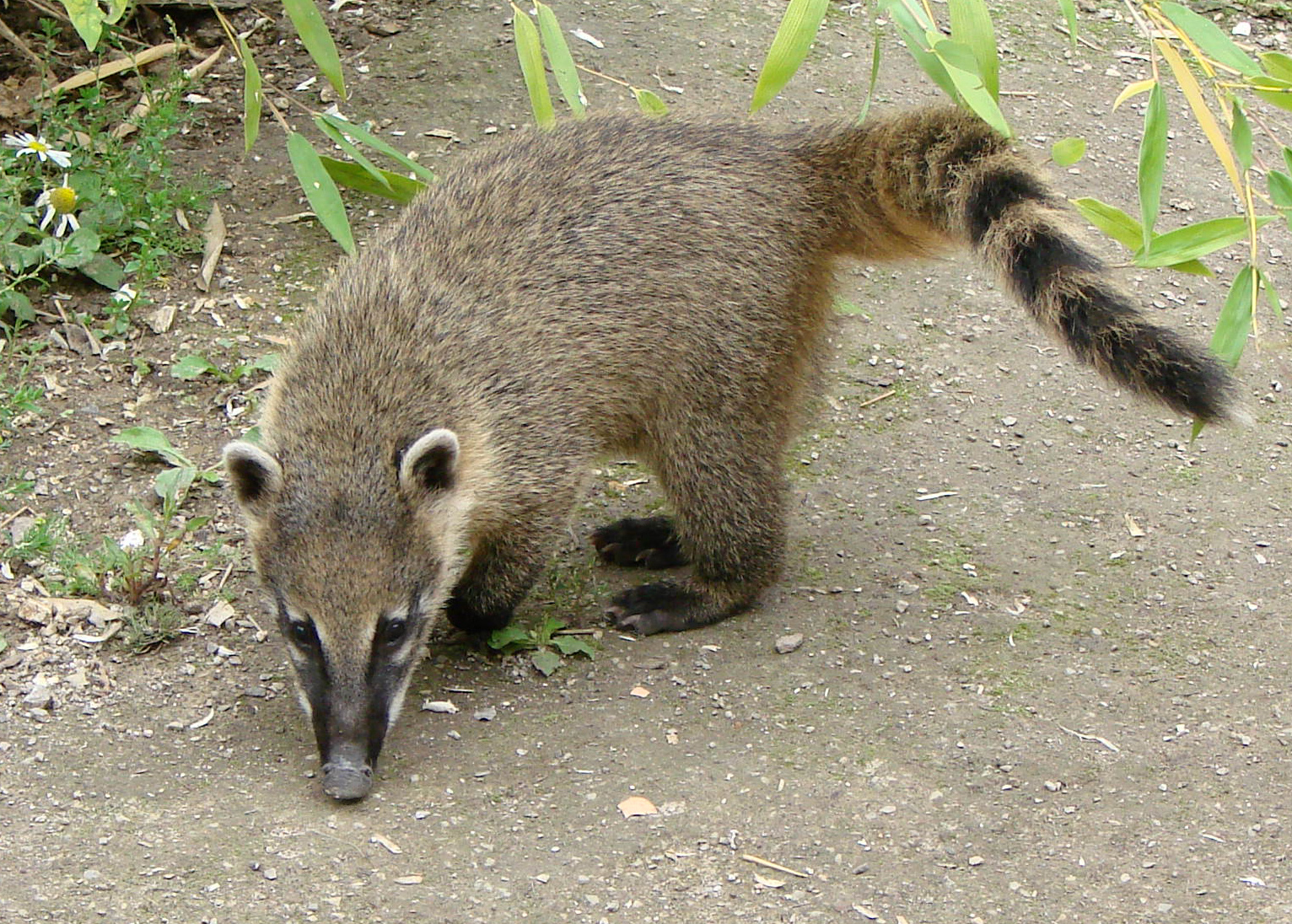
南浣熊

過往1千萬年前從北美洲或中美洲遷往南美洲現存或已滅絕物種的祖先：
- 響尾蛇[5]
- 鼩鼱科，只有在南美洲西北部的哥倫比亞、委內瑞拉、厄瓜多爾及秘魯出現
- 鼠總科
- 松鼠
- 兔科
- 貘
- 馬科（†Plesippus、†波拿馬）
- 野豬
- 鹿科
- 駱駝科
- 乳齒象（†美洲乳齒象）
- 嵌齒象（†居維象）
- 鼬科如水獺
- 臭鼬科
- 浣熊科
- 短臉熊（眼鏡熊、†細齒巨熊）[6]
- 狼（如†恐狼、†Canis ambrusteri）……for a time
- 其他犬科
- 美洲獅
- 美洲豹
- 斯劍虎（†一般劍齒虎、†致命劍齒虎）
- 美洲擬獅（†Panthera leo atrox）
- 其他貓科
- 擬鱷龜

## 外部連結
- History of the Fauna of Latin America by George Gaylord Simpson (1950) （页面存档备份，存于）